# Grand Prix Lwowa 1933
Grand Prix Lwowa 1933 (oficjalnie III Międzynarodowe Okrężne Wyścigi Automobilowe) – czwarty wyścig z serii Grand Prix Lwowa, zorganizowany przez Małopolski Klub Automobilowy na ulicach Lwowa 11 czerwca 1933 roku. Było to jednocześnie ostatnie Grand Prix w Polsce w historii. Wyścig zdominowała trójka kierowców ze Skandynawii. Jedyny kierowca spoza Skandynawii, który ukończył wyścig, został zdyskwalifikowany za nielegalne procedury podczas pit stopu.

## Lista startowa
| Nr | Kierowca             | Zgłaszający    | Samochód            | Silnik  |
| -- | -------------------- | -------------- | ------------------- | ------- |
| 2  | Jan Kubiček          | J. Kubiček     | Bugatti T35B        | 2.3 S-8 |
| 4  | Eugen Bjørnstad      | E. Bjørnstad   | Alfa Romeo 8C Monza | 2.3 S-8 |
| 6  | Walter Wustrow       | W. Wustrow     | Bugatti T35C        | 2.0 S-8 |
| 8  | Per-Viktor Widengren | P-V. Widengren | Alfa Romeo 8C Monza | 2.3 S-8 |
| 10 | Karl Ebb             | K. Ebb         | Mercedes-Benz SSK   | 7.1 S-6 |
| 12 | Paul Morand          | R. Morand      | Bugatti T35B        | 2.3 S-8 |
| 14 | Georges Nadu         | G. Nadu        | Bugatti T35B        | 2.3 S-8 |
| 16 | Renato Balestrero    | R. Balestrero  | Alfa Romeo 8C Monza | 2.3 S-8 |
| 18 | László Hartmann      | L. Hartmann    | Bugatti T35B        | 2.3 S-8 |
| 20 | Edward Zawidowski    | E. Zawidowski  | Bugatti T35B        | 2.3 S-8 |
|    | Börje Dahlin         | B. Dahlin      | Mercedes-Benz SSK   | 7.1 S-6 |

## Sesje treningowe

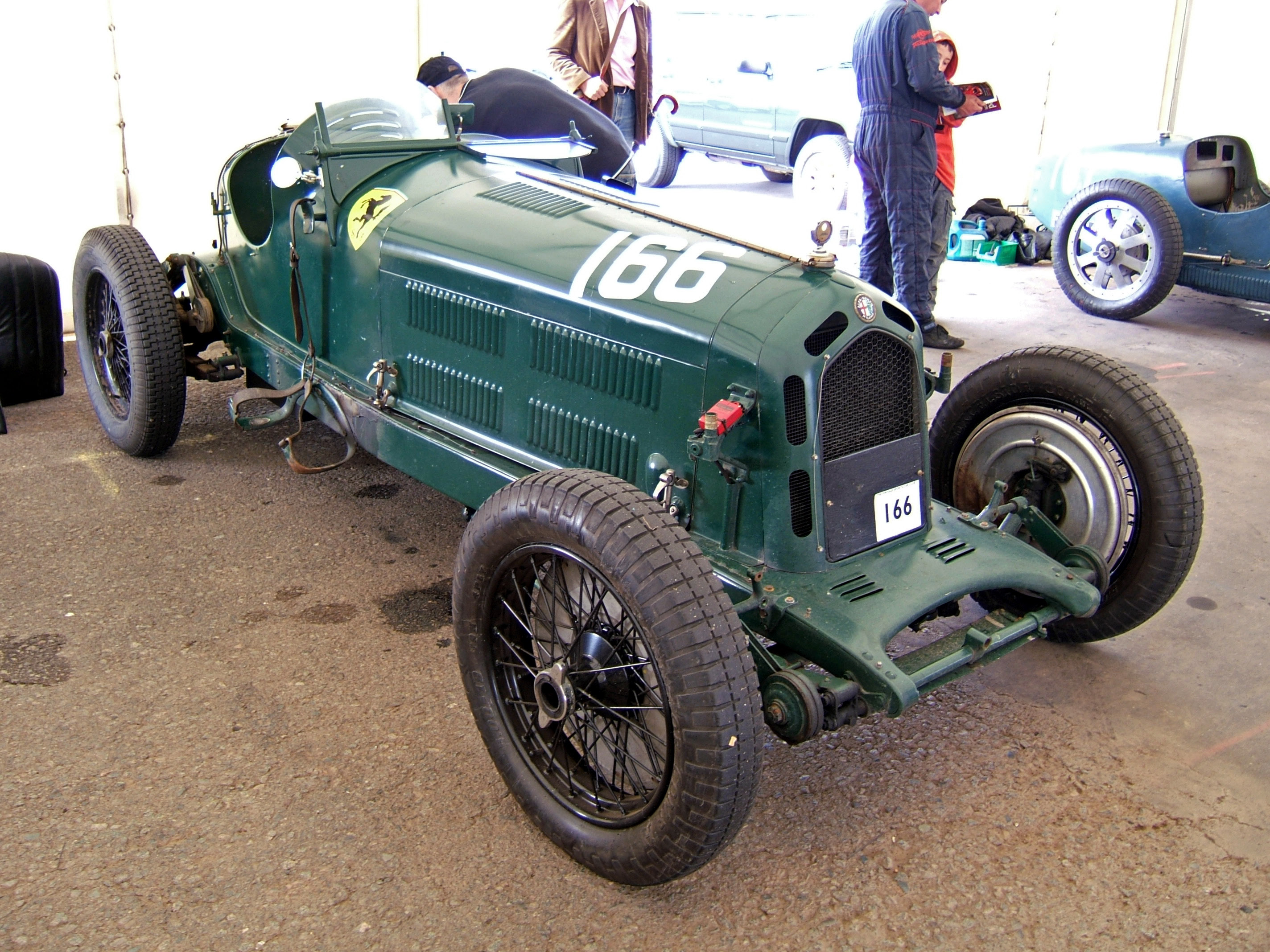
Alfa Romeo 8C Monza

Sesje treningowe odbyły się w czwartek, piątek i sobotę między godziną 4 – 6 rano.
Mimo wczesnej godziny i deszczowej pogody tysiące widzów obserwowały treningi.
Bjørnstad był najszybszy w treningu z czasem 2:08, natomiast Burggaller znalazł się na czele zawodników w klasie voiturette z czasem 2:14.
Pod koniec sobotniego treningu Hartmann walczył o lepszy czas. Gdy postanowił wrócić do boksów, nagle zwolnił, a na jadący na torze Widengren zbliżał się do niego z pełną prędkością i samochody zderzyły się. Hartmann wypadł z samochodu i uderzył w ogrodzenie. Został przewieziony do szpitala i nie mógł uczestniczyć w wyścigu. W samochodzie Widengrena uległa uszkodzeniu przednia oś, ale Szwed dostał nowy samochód gotowy do startu. Edward Zawidowski nie był w stanie wziąć udział w wyścigu z powodu grypy.

## Wyścig
Wyścig rozpoczął się o godzinie 14.30 podczas ulewnego deszczu. Mimo złej pogody na torze pojawiło się 30 tysięcy kibiców. Kierowcy startowali według numerów. Pierwsi byli kierowcy Grand Prix, którzy startowali w trzech rzędach, a w odstępie 50 metrów za nimi stali kierowcy voiturette, którzy do wyścigu wystartowali minutę po kierowcach GP. Był to co prawda osobny wyścig, ale rozegrany w tym samym czasie.
Tuż po rozpoczęciu wyścigu Bjørnstad objął prowadzenie. Na drugim miejscu był Ebb, a na trzecim Widengren. Wkrótce potem Szwed wyprzedził Fina i awansował na drugie miejsce. Po pierwszych 10 okrążeniach opady deszczu stały się mniej intensywne. Trójka Skandynawów zdominowała pierwsze okrążenia w wyścigu, ale na 14 okrążeniu w Mercedesie Ebba uległ awarii silnik i fin musiał się wycofać. Bjørnstad prowadził do 34 okrążenia gdy Widengren minął go naprzeciwko głównej trybuny. Tymczasem w wyścigu jechało już tylko trzech kierowców, po wycofaniu się kierowców Bugatti z powodu problemów technicznych.
W połowie wyścigu Widengren miał przewagę minuty nad Bjørnstadem. Deszcz przestał padać po około 60 okrążeniach, ale tor był nadal mokry i śliski. Na 76 okrążeniu Widengren zjechał do boksu po paliwo. Kierownik punktu tankowania poprosił go, aby wyłączył silnik podczas tankowania, jednak problemy z ponownym uruchomieniem silnika kosztowały szweda trzy minuty.
Na 95 okrążeniu jadący na drugiej pozycji włoch Balestrero zjechał do boksu na tankowanie, ale nie wyłączył silnika w boksie, za co został zdyskfalifikowany po wyścigu. Ze względu na dodatkowy zbiornik paliwa Bjørnstad nie musiał zjeżdżać na tankowanie podczas wyścigu.
Pierwszym na mecie był Bjørnstad, trzy minuty potem na metę dojechał Balestrero, a trzeci był Widengren.
Osiem minut po Szwedzie na metę dojechał pierwszy w wyścigu Voiturette Veyron, a za nim kolejno Burgaller, Landi i Ripper.
Ze względu na deszcz średnia prędkość zwycięzcy wynosiła około cztery kilometry na godzinę wolniej niż prędkość Caraccioli w podobnym samochodzie w 1932 roku.

## Ustawienie na starcie
|                          |                          |                        |                        |                        |                       |
| 6 Wustrow Bugatti        | 6 Wustrow Bugatti        | 4 Bjørnstad Alfa Romeo | 4 Bjørnstad Alfa Romeo | 2 Kubiček Bugatti      | 2 Kubiček Bugatti     |
|                          | 10 Ebb Mercedes-Benz     | 10 Ebb Mercedes-Benz   | 8 Widengren Alfa Romeo | 8 Widengren Alfa Romeo |                       |
| 16 Balestrero Alfa Romeo | 16 Balestrero Alfa Romeo | 14 Nadu Bugatti        | 14 Nadu Bugatti        | 12 Morand Bugatti      | 12 Morand Bugatti     |
| 50 m przerwy             |                          |                        |                        |                        |                       |
| 28 Landi Maserati        | 28 Landi Maserati        | 26 Itier Bugatti       | 26 Itier Bugatti       | 24 Ripper Bugatti      | 24 Ripper Bugatti     |
|                          | 32 Veyron Bugatti        | 32 Veyron Bugatti      | 30 Simons Bugatti      | 30 Simons Bugatti      |                       |
| 38 Orsini Maserati       | 38 Orsini Maserati       | 36 Burgaller Bugatti   | 36 Burgaller Bugatti   | 34 Koźmianowa Bugatti  | 34 Koźmianowa Bugatti |
|                          | 40 Rüesch Alfa Romeo     | 40 Rüesch Alfa Romeo   | 42 Hołuj Bugatti       | 42 Hołuj Bugatti       |                       |

## Wyniki wyścigu Grand Prix
| Pozycja           | Numer | Kierowca             | Samochód                 | Okr. | Czas / Strata | Powód nieukończenia    | Pozycja startowa |
| ----------------- | ----- | -------------------- | ------------------------ | ---- | ------------- | ---------------------- | ---------------- |
| 1                 | 4     | Eugen Bjørnstad      | Alfa Romeo 8C-2300 Monza | 100  | 3:40:28       |                        | 2                |
| DK                | 16    | Renato Balestrero    | Alfa Romeo 8C-2300 Monza | 100  | 3:43:53,3     |                        | 8                |
| 2                 | 8     | Per-Viktor Widengren | Alfa Romeo 8C-2300 Monza | 100  | 3:44:25,2     |                        | 4                |
| Niesklasyfikowani |       |                      |                          |      |               |                        |                  |
| NU                | 14    | Georges Nadu         | Bugatti 35B              | 89   | + 11 okr.     | ?                      | 7                |
| NU                | 2     | Jan Kubiček          | Bugatti 35B              | 38   | + 62 okr.     | ?                      | 1                |
| NU                | 6     | Walter Wustrow       | Bugatti 35B              | 32   | + 68 okr.     | silnik                 | 3                |
| NU                | 12    | Roger Morand         | Bugatti 35B              | 23   | + 77 okr.     | silnik                 | 6                |
| NU                | 10    | Karl Ebb             | Mercedes-Benz SSK        | 20   | + 80 okr.     | silnik / radiator      | 5                |
| NW                | 18    | László Hartmann      | Bugatti 35B              |      |               | wypadek podczas testów | 9                |
| NW                | 20    | Edward Zawidowski    | Bugatti 35B              |      |               | grypa                  |                  |

Najszybsze okrążenie: Eugen Bjørnstad – 2:06,210 (86,7 km/h) 17 okrążenie
| Liderzy wyścigu      | Liderzy wyścigu | Liderzy wyścigu |
| Kierowca             | okrążenia       | liczba          |
| -------------------- | --------------- | --------------- |
| Eugen Bjørnstad      | 1 – 34          | 34              |
| Per-Viktor Widengren | 35 – 74         | 40              |
| Eugen Bjørnstad      | 75 – 100        | 26 (60)         |

## Wyniki wyścigu Voiturette
| Pozycja           | Numer | Kierowca         | Samochód          | Okr. | Czas / Strata | Powód nieukończenia         | Pozycja startowa |
| ----------------- | ----- | ---------------- | ----------------- | ---- | ------------- | --------------------------- | ---------------- |
| 1                 | 32    | Pierre Veyron    | Bugatti 51A       | 100  | 3:52:44,1     |                             | 5                |
| 2                 | 36    | Ernst Burgaller  | Bugatti 51A       | 100  | 3:54:02       |                             | 7                |
| 3                 | 28    | Guido Landi      | Maserati 26C      | 100  | 3:55:36,4     |                             | 3                |
| 4                 | 24    | Jan Ripper       | Bugatti 37A       | 100  | 4:04:26,4     |                             | 1                |
| Niesklasyfikowani |       |                  |                   |      |               |                             |                  |
| NS                | 26    | Anne Rose Itier  | Bugatti 51A       | 99   | + 1 okr.      |                             | 2                |
| NS                | 34    | Maria Koźmianowa | Bugatti 37        | 93   | + 7 okr.      |                             | 6                |
| NU                | 30    | Ernst Simons     | Bugatti           | 78   | + 22 okr.     | złamany drążek skrz. biegów | 4                |
| NU                | 42    | Stanisław Hołuj  | Bugatti 37A       | 53   | + 47 okr.     | hamulce                     | 9                |
| NU                | 40    | Hans Rüesch      | Bugatti 51A       | 45   | + 55 okr.     |                             | 10               |
| NU                | 38    | Vittoria Orsini  | Maserati 4CM-1500 | 7    | + 93 okr.     | wycofała się                | 8                |
| NW                | ?     | Bruno Sojka      | Bugatti 37A       |      |               | choroba                     | ?                |

Najszybsze okrążenie: prawdopodobnie Pierre Veyron.
| Liderzy wyścigu | Liderzy wyścigu | Liderzy wyścigu |
| Kierowca        | okrążenia       | liczba          |
| --------------- | --------------- | --------------- |
| Pierre Veyron   | 1 – 100         | 100             |

## Legenda
- NS – niesklasyfikowany
- NU – nie ukończył
- NW – nie wystartował
- DK – zdyskwalifikowany